# نقار ياباني
نقار ياباني (الاسم العلمي: Picus awokera) (بالإنجليزية: Japanese Woodpecker)‏ هو نوع من الطيور يتبع جنس النقار الحقيقي من الفصيلة النقارية الحقيقية.